# Griffonia speciosa
Griffonia speciosa là một loài thực vật có hoa trong họ Đậu. Loài này được (Benth.) Taub. miêu tả khoa học đầu tiên.